# Damshagen
Damshagen ist eine Gemeinde im Norden des Landkreises Nordwestmecklenburg in Mecklenburg-Vorpommern, Deutschland. Sie wird vom Amt Klützer Winkel mit Sitz in der Stadt Klütz verwaltet.

## Geografie
Damshagen liegt mitten im Klützer Winkel zwischen den Städten Grevesmühlen, Klütz und dem Ostseebad Boltenhagen.
Umgeben wird Damshagen von den Nachbargemeinden Klütz im Norden, Warnow im Osten, Grevesmühlen im Südosten, Stepenitztal im Südwesten sowie Roggenstorf im Westen.
Zur Gemeinde gehören die Ortsteile Damshagen, Dorf Gutow, Dorf Reppenhagen, Hof Gutow, Hof Reppenhagen, Kussow, Moor, Parin, Pohnstorf, Rolofshagen, Stellshagen und Welzin.

## Geschichte

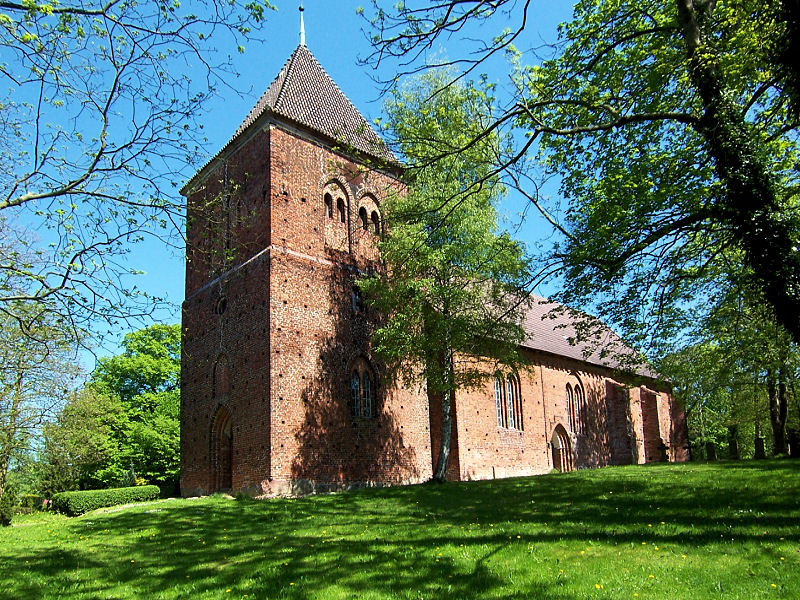
Dorfkirche St. Thomas in Damshagen

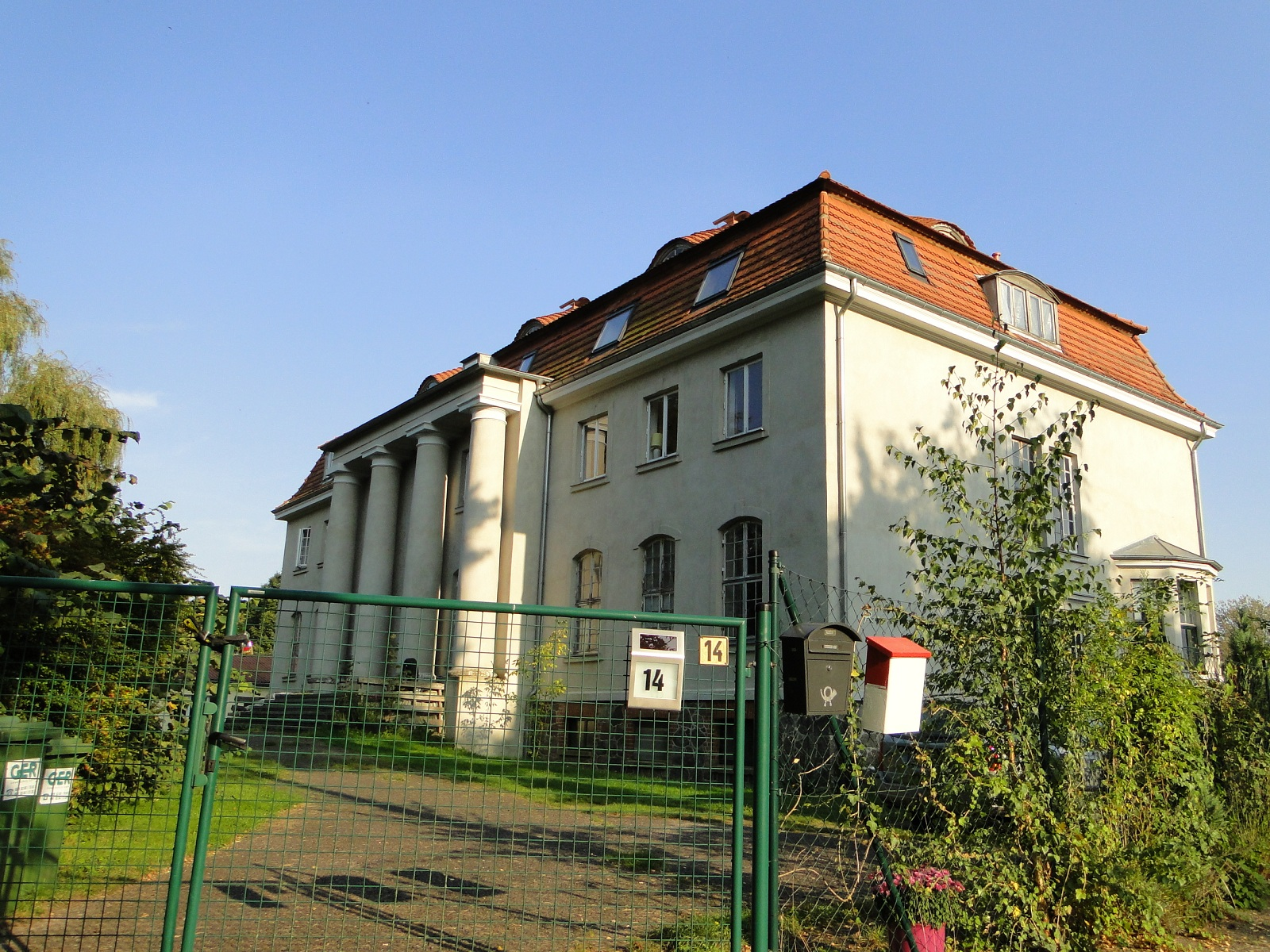
Herrenhaus der Familie von Plessen in Damshagen (2011)

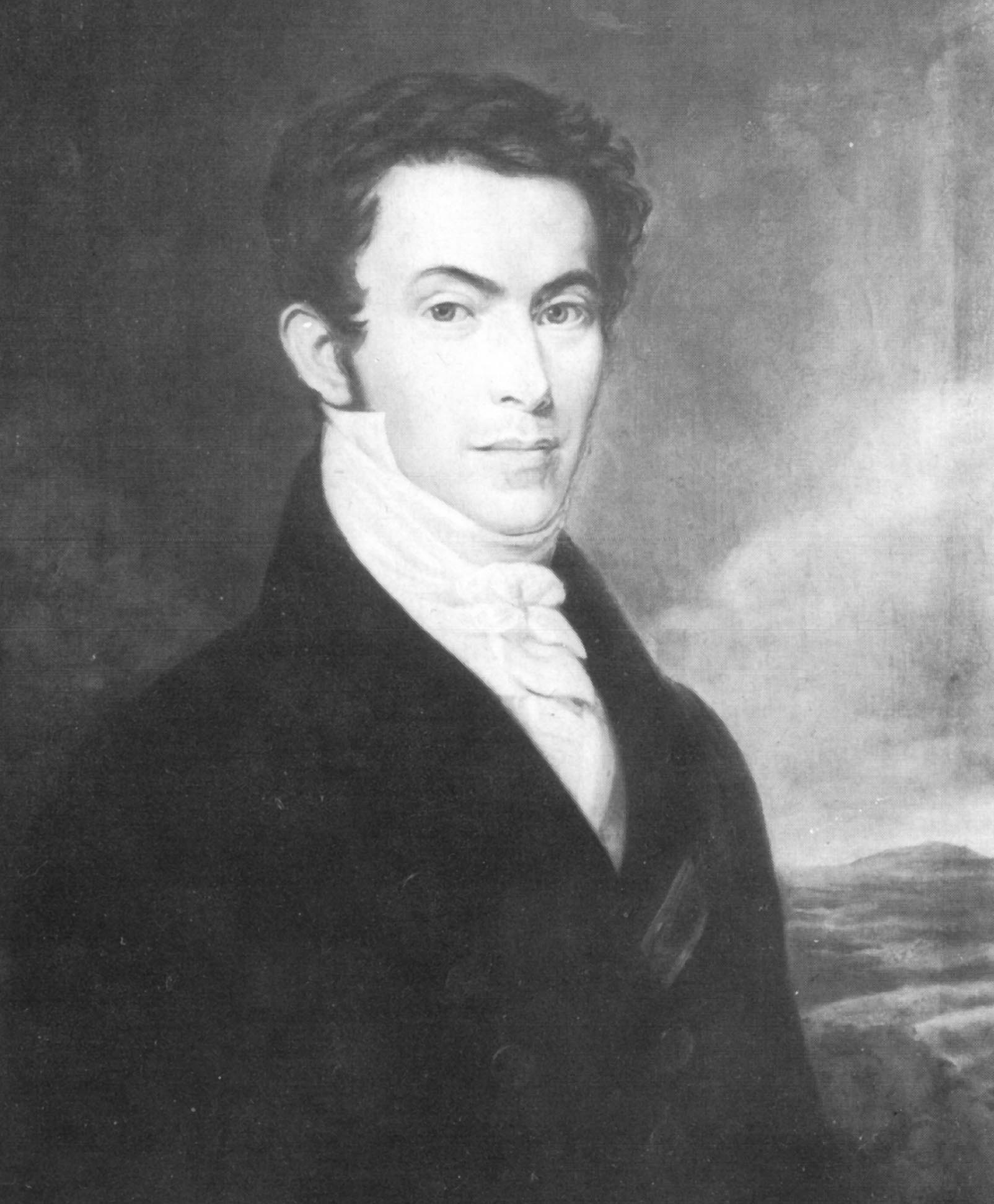
Gutsherr Hans von Plessen

Damshagen wurde 1230 erstmals im Ratzeburger Zehntregister, das die damals zum Bistum Ratzeburg gehörenden Ortschaften geordnet nach Kirchspielen auflistet, als Thomashagen genannt. Auch die Ersterwähnung von Stellershagen, heute Stellshagen und Wulsin, heute Welzin werden auf das Jahr 1230 datiert. Der Name Damshagen erscheint 1370 erstmals als Dammeshagen. Als erster Besitzer auf Gut Damshagen wurde der Ritter Marquard von Thomashagen genannt.
Schon vor 1336 soll die Familie von Plessen das Gut Damshagen besessen haben, sie blieb bis 1945 Besitzer. Das heutige Herrenhaus entstand im 20. Jahrhundert. Nach 1990 konnte die Familie einen Teil der Ackerflächen zurückerwerben.
Stellshagen wurde 1230 erstmals urkundlich erwähnt. Ab dem 16. Jahrhundert besaßen u. a. die Familie von Plessen hier Güter. Von 1886 bis 1918 waren die Grafen von Bothmer Eigentümer des Gutes. Der Hamburger Architekt und Bauunternehmer Franz Bach erwarb 1924 das Gut und baute danach das Gutshaus Stellshagen. 1945 wurde das verstaatlichte Gut aufgesiedelt. Das Gutshaus war seit 1946 zunächst Parteischule der SED und beherbergte danach eine Sonderschule für behinderte Kinder und Jugendliche. Nach der Wende wurde diese nach Grevesmühlen verlegt. Die Enkelin von Bach erwarb 1994 das Gutshaus und ließ es zu einem Hotel umbauen.
Welzin leitet sich vom slawischen Lokator Volča (Wolf) ab, bedeutet also Ort des Volča.
Am 1. Juli 1950 wurde die bisher eigenständige Gemeinde Stellshagen nach Damshagen eingegliedert. Am 1. Juli 1961 kam Reppenhagen hinzu. Am 7. Juni 2009 fusionierten die Gemeinden Moor-Rolofshagen und Damshagen zur neuen Gemeinde Damshagen.

## Politik

### Gemeindevertretung und Bürgermeister
Der Gemeinderat besteht (inkl. Bürgermeisterin) aus 10 Mitgliedern. Die Wahl zum Gemeinderat am 26. Mai 2019 hatte folgende Ergebnisse:
| Partei/Bewerber                               | Prozent | Sitze |
| --------------------------------------------- | ------- | ----- |
| Wir für ALLE Ortsteile der Gemeinde Damshagen | 46,88   | 5     |
| SPD                                           | 28,13   | 3     |
| Die Linke                                     | 14,32   | 1     |
| AfD                                           | 10,67   | 1     |

Bürgermeisterin der Gemeinde ist Mandy Krüger, sie wurde mit 79,65 % der Stimmen gewählt.

### Wappen, Flagge, Dienstsiegel
Die Gemeinde verfügt über kein amtlich genehmigtes Hoheitszeichen, weder Wappen noch Flagge. Als Dienstsiegel wird das kleine Landessiegel mit dem Wappenbild des Landesteils Mecklenburg geführt. Es zeigt einen hersehenden Stierkopf mit abgerissenem Halsfell und Krone und der Umschrift „• GEMEINDE DAMSHAGEN • LANDKREIS NORDWESTMECKLENBURG“.
Wappen des Ortsteils Damshagen
| Wappen des Ortsteiles Damshagen | Blasonierung: „Geteilt durch einen Wellenschnitt; oben in Gold ein schreitender schwarzer Stier mit aufgeworfenem Schweif; unten in Blau schräg gekreuzt: eine goldene Hacke und eine goldene Lanze, bewinkelt von vier goldenen Rüben.“ |
| Wappen des Ortsteiles Damshagen | Wappenbegründung: In dem Wappen soll der Wellenschnitt die Lage der ehemaligen Gemeinde am Damshäger Bach symbolisieren. Der Stier, das in der Gestaltung leicht veränderte Wappentier der Familie von Plessen, erinnert an die einstigen Ortsherren, die über Jahrhunderte die Entwicklung Damshagens bestimmten. Hacke und Lanze verweisen auf die Anfänge des Ortes. So soll mit der Hacke bildlich der Bezug hergestellt werden zu der ehemals durch deutsche Siedler angelegten Rodungssiedlung mit ihrem charakteristischen Namensbestandteil „hagen“. Die Lanze als Attribut des Heiligen Thomas soll den Namensgeber und den Kirchenpatron des Ortes versinnbildlichen. Die Rüben stehen zum einen als Symbol für den Haupterwerbszweig der Einwohner, die Landwirtschaft, zum anderen sollen sie von der Anzahl her auf die vier Ortsteile der einstigen Gemeinde hindeuten. Rüben sind seit langem neben Getreide das Hauptanbauprodukt in der Region. Die im Klützer Winkel liegende ehemalige Gemeinde löste sich mit Ablauf des 6. Juni 2009 als Rechtssubjekt auf und schloss sich mit der gleichzeitig aufgelösten Gemeinde Moor-Rolofshagen zur neuen Gemeinde Damshagen zusammen. Durch diese Fusion verlor das Wappen den Status als Hoheitszeichen, kann aber noch von den Damshagenern als Identifikationssymbol weiterhin genutzt werden. Das Wappen und die Flagge wurde von dem Weimarer Heraldiker Michael Zapfe gestaltet. Es wurde zusammen mit der Flagge am 2. Mai 2005 durch das Ministerium des Innern genehmigt und unter der Nr. 298 der Wappenrolle des Landes Mecklenburg-Vorpommern registriert. |

Flagge des Ortsteils Damshagen
Die Flagge ist gleichmäßig längs gestreift von Blau und Gelb. In der Mitte des Flaggentuchs liegt das Wappen der ehemaligen Gemeinde, das ein Drittel der Länge einnimmt. Die Länge des Flaggentuchs verhält sich zur Höhe wie 5:3.

## Sehenswürdigkeiten

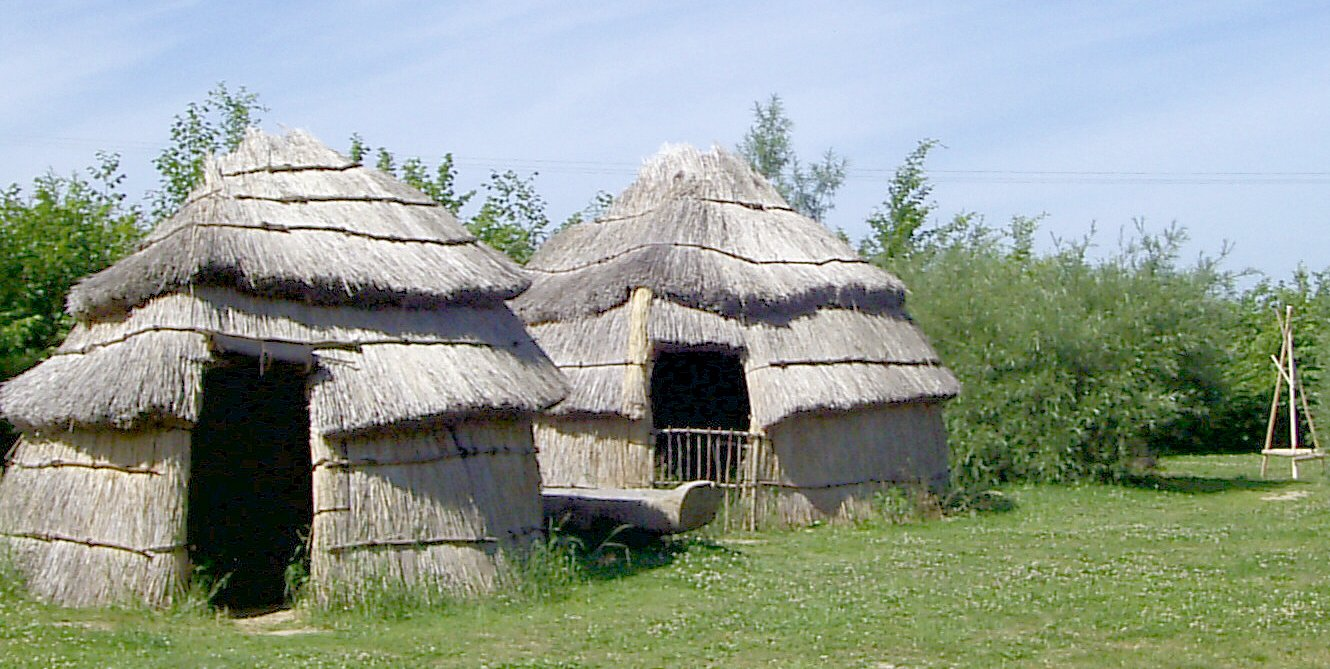
Steinzeitdorf Kussow (Teilansicht)

- Gotische Backsteinkirche St. Thomas aus dem 14. Jahrhundert mit dem Barockaltar des Lübecker Bildhauers Hieronymus Hassenberg von 1724 und einer Orgel von Friedrich Wilhelm Winzer aus dem Jahr 1844[12]
- Kammerherrenhaus von um 1910 neben dem Pfarrhof
- Pfarrhaus aus dem 18. Jahrhundert; Gemeindesaal im 19. Jahrhundert angebaut
- neoklassizistisches Herrenhaus Damshagen von 1914/1916
- Gutshaus Parin, zweigeschossiger, sanierter Putzbau mit Mittelrisalit, heute Hotel
- Gutshaus Stellshagen, zweigeschossiges, verklinkertes Gebäude von nach 1924, saniert, heute Hotel
- Steinzeitdorf Kussow, Freilichtmuseum

## Wirtschaft und Infrastruktur
Gastronomische Bedeutung hat das Gutshaus Stellshagen.

In der ehemaligen Dorffeuerwehr befindet sich ein kleines Restaurant.
Neben einer Kindertagesstätte gibt es in Damshagen eine Arztpraxis und eine Sporthalle.

## Verkehr

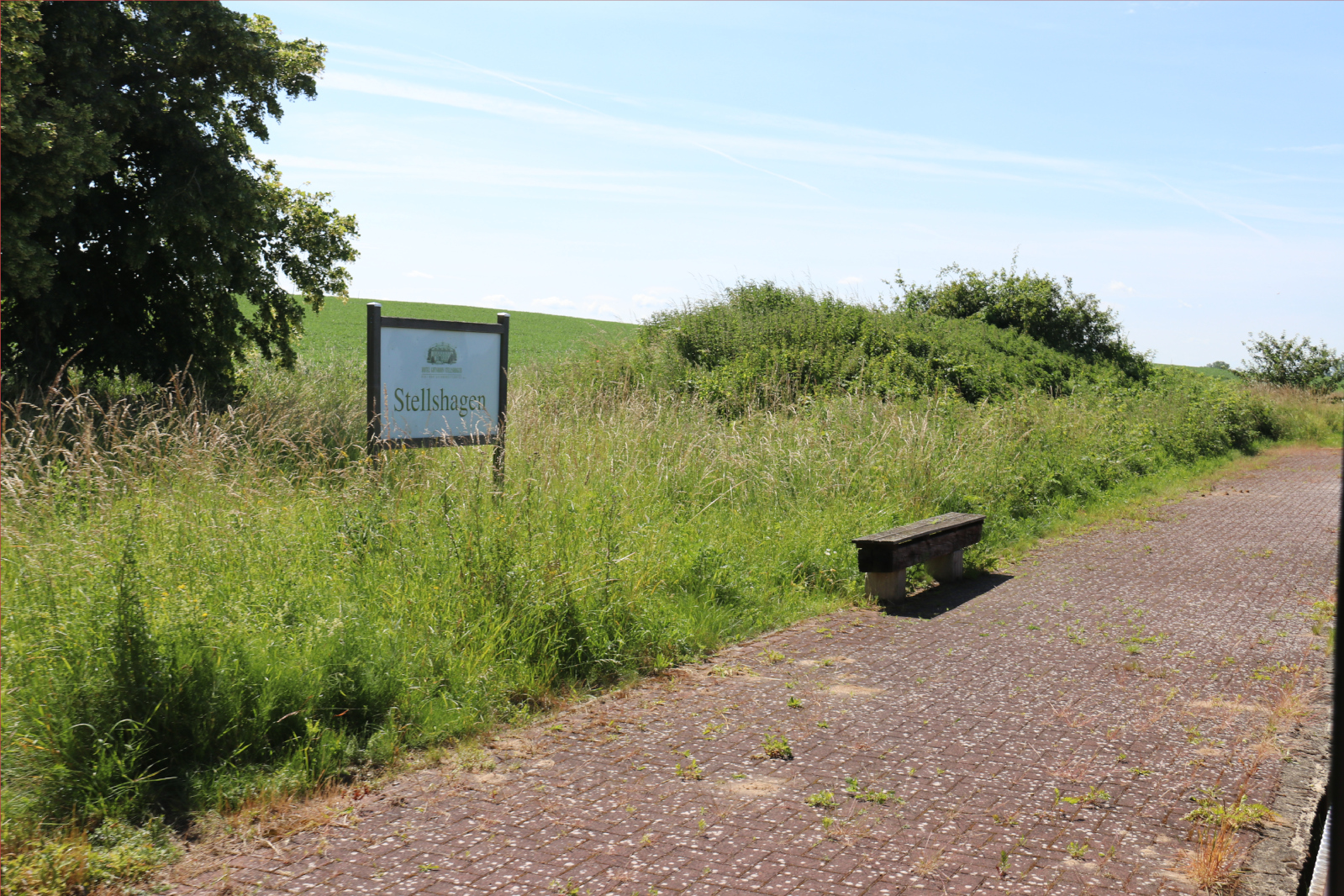
Haltepunkt Stellshagen

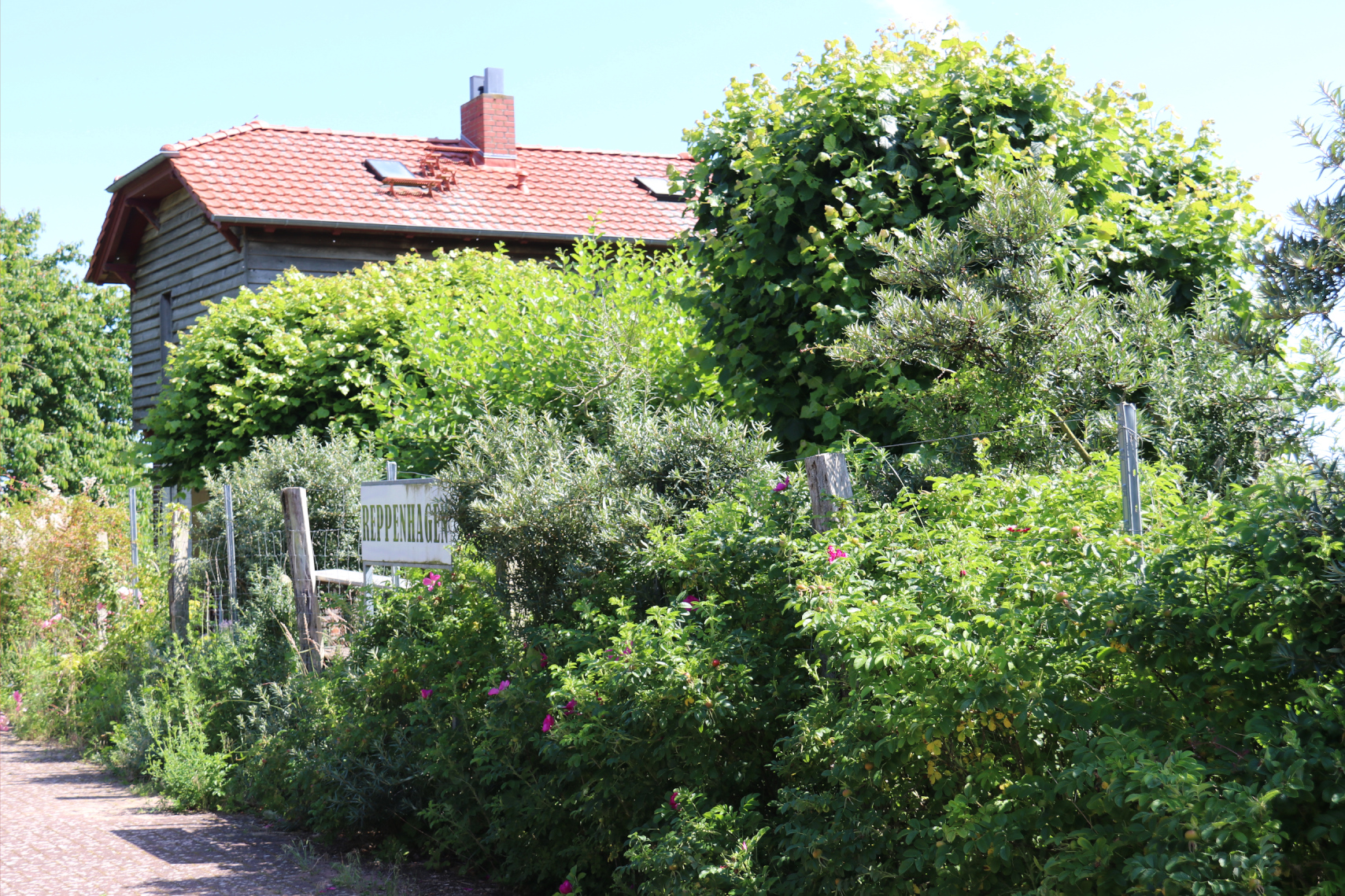
Bahnhof Reppenhagen

Damshagen erreicht man über die Verbindungsstraße von Grevesmühlen (auf dem zugehörigen Autobahnanschluss der Ostseeautobahn A 20). An der 1995 von der Deutschen Bahn eingestellten und danach bis 2005 noch als Museumseisenbahn betriebenen Bahnstrecke Grevesmühlen–Klütz („Klützer Kaffeebrenner“) hatten die Ortsteile Stellshagen und Hof Reppenhagen jeweils Haltepunkte. 2006 wurden die Gleise abgebaut. 2012 begann ein Neustart und seit Juni 2014 verkehrt die Bahn wieder zwischen Klütz und Reppenhagen.

## Bekannte Einwohner
- Erich Boldt, Feldwebel der Bundeswehr. 1933 in Damshagen geboren
- Reinhard Konzack
- Berend von Plesse
- Fritz Meyer-Scharffenberg, deutscher Schriftsteller, lebte in Stellshagen

## Mit Damshagen verbundene Personen
- Martha Frahm Mutter von Willy Brandt heiratete am 2. November 1897 in Damshagen Ludwig Frahm
- Christine Amalie von Plessen aus dem Hause Damshagen, siehe Friedrich von Bassewitz#Herkunft